# Afrixalus
Afrixalus es un género de anfibios de la familia Hyperoliidae que habita en las sabanas y bosques del África subsahariana.

## Especies
Se reconocen las 33 siguientes según ASW:
- Afrixalus "quadrivittatus" Pickersgill, 2007
- Afrixalus aureus Pickersgill, 1984
- Afrixalus brachycnemis (Boulenger, 1896)
- Afrixalus clarkei Largen, 1974
- Afrixalus crotalus Pickersgill, 1984
- Afrixalus delicatus Pickersgill, 1984
- Afrixalus dorsalis (Peters, 1875)
- Afrixalus dorsimaculatus (Ahl, 1930)
- Afrixalus enseticola Largen, 1974
- Afrixalus equatorialis (Laurent, 1941)
- Afrixalus fornasini (Bianconi, 1849)
- Afrixalus fulvovittatus (Cope, 1861)
- Afrixalus knysnae (Loveridge, 1954)
- Afrixalus lacteus Perret, 1976
- Afrixalus laevis (Ahl, 1930)
- Afrixalus leucostictus Laurent, 1950
- Afrixalus lindholmi (Andersson, 1907)
- Afrixalus morerei Dubois, 1986
- Afrixalus nigeriensis Schiøtz, 1963
- Afrixalus orophilus (Laurent, 1947)
- Afrixalus osorioi (Ferreira, 1906)
- Afrixalus paradorsalis Perret, 1960
- Afrixalus quadrivittatus (Werner, 1907)
- Afrixalus schneideri (Boettger, 1889)
- Afrixalus spinifrons (Cope, 1862)
- Afrixalus stuhlmanni (Pfeffer, 1893)
- Afrixalus sylvaticus Schiøtz, 1974
- Afrixalus uluguruensis (Barbour & Loveridge, 1928)
- Afrixalus upembae (Laurent, 1941)
- Afrixalus vibekensis Schiøtz, 1967
- Afrixalus vittiger (Peters, 1876)
- Afrixalus weidholzi (Mertens, 1938)
- Afrixalus wittei (Laurent, 1941).
- Incertae sedis: 
  - Afrixalus dorsalis leptosomus Perret, 1976
  - Afrixalus fulvovittatus leptosomus Laurent, 1950
  - Hyperolius fulvovittatus leptosoma Perret, 1960
  - Hyperolius leptosomus Peters, 1877
  - Megalixalus (Afrixalus) leptosomus Laurent, 1944
  - Megalixalus leptosomus Boulenger, 1882
  - Megalixalus leptosomus leptosomus Werner, 1908